# International Songwriting Competition
De International Songwriting Competition (ISC) is een jaarlijks georganiseerde internationale wedstrijd voor liedjesschrijvers. ISC is opgericht in 2002 door de huidige directeur Candace Avery. Men laat inzendingen toe zowel van professionele liedjesschrijvers als van mensen die het schrijven van liedjes als hobby beoefenen.

## Opzet

### Organisatie
De organisatie is Amerikaans en accepteert inzendingen vanuit elk land in de wereld. In de praktijk zijn dat er meer dan honderd. De bijdrage voor een inzending bedraagt 35 dollar en men kan zich zowel schriftelijk als online inschrijven, alsook via het Sonicbids-platform. De winnaars worden bepaald door een jury van gerenommeerde namen uit de artiestenwereld en muziekindustrie, behalve voor de People's Voice-prijs, waarvoor het grote publiek de winnaar bepaalt via een stemming op internet.

### Prijzen
Er zijn anno 2014 prijzen te winnen in 26 categorieën en er is hiernaast ook een Grand Prize. Het totaal aan prijzen bedraagt 150.000 dollar, waarvan 25.000 dollar in geld als deel van de Grand Prize. De meeste prijzen zijn in natura, onder andere muziekinstrumenten, de productie van cd's, abonnementen of bepaalde diensten zoals mixage. Het winnen van een prijs heeft echter vooral ook een belangrijke uitstraling.
Er is ook een publieksprijs, de People's Voice, welke door een stemming op internet door het grote publiek bepaald wordt.

### Jury
In de jury zetelden en zetelen grote namen uit de internationale muziekwereld, zowel artiesten als Pat Metheny, Tom Waits, Suzanne Vega, John Hiatt en vele anderen, alsook mensen uit de muziekindustrie, waaronder directeurs van meer dan tien belangrijke platenmaatschappijen.

## Winnaars uit Nederland en België
Aan de wedstrijd doen geregeld Nederlanders en Belgen mee en dit regelmatig met succes. Zo behaalde de Nederlandse saxofonist Toon Roos bij de editie van 2004 de tweede prijs in de categorie "Jazz" met Reach for the Rose. De Belgische songwriter Niko Westelinck won de ISC van 2008 in de categorie "Dance/elektronica" voor Alikitop. Jazzgitarist Marzio Scholten behaalde in 2011 een eervolle vermelding in de categorie "Jazz" met The King Is Dead (Long Live The King).
De Belgische singer-songwriter Stan Lee Cole won in 2012  met het nummer Separated de prijs in de categorie "Performance". Cole behaalde er in 2013 ook nog een eervolle vermelding mee in de categorie "Music Video". De Belg Mark Van Overmeire was in 2012 finalist in de categorie "Instrumental" met Yaba.